# 冀元亨
冀元亨（1482年—1521年），字惟乾，湖广常德府武陵縣（今湖南省常德市）人。明朝政治人物。

## 生平
正德十一年（1516年），冀元亨鄉試中舉，其一直跟隨從學王守仁。朱宸濠曾經為其所學所服，并厚贈遣送，冀元亨卻將禮物贈於官。朱宸濠事敗后，張忠、許泰誣陷王守仁與其私通，朱宸濠并沒有承認，并稱之曾經與冀元亨論學。張忠遂逮捕冀元亨，并用炮烙嚴刑拷問，冀元亨始終不承認，后逮捕入京師下詔獄。明世宗即位后，言臣均稱其冤，其出獄后五日內去世。   

## 参見
- 王陽明學生列表